# Wilbraham (Massachusetts)
Pour les articles homonymes, voir Wilbraham.
Wilbraham est une ville du Comté de Hampden dans l’État du Massachusetts, devenue un faubourg de Springfield.
Elle a été incorporée en 1763.
Sa population était de 14 613 habitants en 2020.

## Période coloniale
Les terres sur lesquelles Wilbraham s'est édifiée Wilbraham avaient été achetées en 1636 par William Pynchon (fondateur de Springfield) à la tribu des Pocomtuc : elles s'étendaient en 1674 de la vallée du Connecticut à Springfield, jusqu'au pied de la chaîne des monts Wilbraham. Wilbraham a été fondée en 1730 par Nathaniel Hitchcock, en même temps que Hampden (Massachusetts), pour former le 4e District de Springfield. Hitchcock y édifia un chalet en rondins, le long de l'actuelle Main St. Hunting, comme relai de bûcherons.
Les Indiens ne faisaient qu'y chasser et pêchaient dans la Chicopee River. Il y avait une carrière de stéatite sur Glendale Road : on trouve parfois encore des pointes de flèche taillées dans ce minéral. Les peupliers qui bordaient la Chicopee faisaient d'excellents canoës : deux pirogues monoxyles ont été découvertes au cours des dernières décennies. Les indiens Pocomtuc appelaient l'endroit Minnechaug, qu'on peut traduire par « verger» . On trouve un récit de ces Indiens dans un poème de Chauncey E. Peck, Minneola (1904).
Plusieurs miliciens de Wilbraham ont participé à la campagne britannique de Nouvelle-France puis à la Guerre d'indépendance américaine, en tant qu'artilleurs du Hampshire Regiment.

## Un foyer du Méthodisme
La Wilbraham Wesleyan Academy est l'un des plus vieux lycées privés de l’Eglise méthodiste aux Etats-Unis. Fondée par des pasteurs de Nouvelle Angleterre en 1818 à Newmarket (New Hampshire), elle fut transplantée à Wilbraham en 1825. Son premier proviseur, le Dr. Wilbur Fisk, qui y officia jusqu'en 1831, devint ensuite  président de l’Université Wesleyenne du Connecticut.
Depuis 1971, ce lycée a fusionné avec Monson Academy, autre ancien établissement dont la fondation remonte à 1804, pour former Wilbraham & Monson Academy. Plusieurs élèves de Wilbraham Wesleyan Academy, dont le pasteur Jason Lee, ont participé à l'expansion du méthodisme dans l'ouest (Mission Willamette en Orégon) au cours de la première moitié du XIXe siècle.

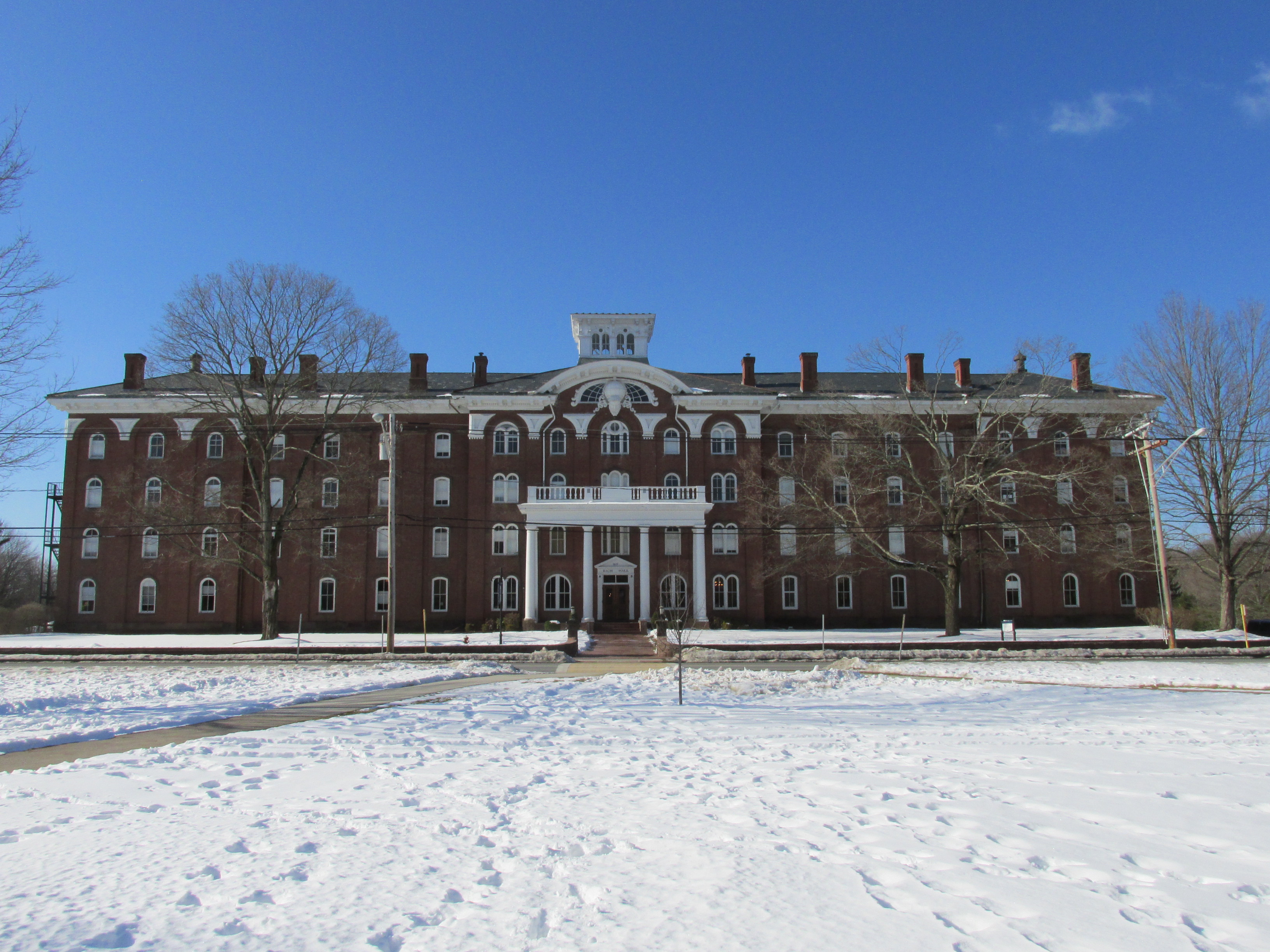
Rich Hall, bâtiment historique de Wilbraham Wesleyan Academy